# Дзаникки, Ива
И́ва Дзани́кки (итал. Iva Zanicchi, эмил.-ром. Iva Zanicchi; род. 18 января 1940, Лигонкьо, Эмилия-Романья) — популярная итальянская певица, телеведущая и политический деятель. Трёхкратная победительница фестиваля Сан-Ремо. Представляла Италию на конкурсе песни Евровидение 1969 и заняла на нём 13 место.

## Биография
Ива Дзаникки получила широкую известность в 1960-х и 1970-х годах в качестве яркой исполнительницы итальянской популярной музыки. Ива является единственной певицей, трижды побеждавшей на фестивале Сан-Ремо — в 1967 году с песней Non pensare a me (дуэтом с Клаудио Виллой), в 1969 — Zingara (эту же песню на этом же фестивале исполнил Бобби Соло) и в 1974 — Ciao cara come stai (сольное исполнение).
Политическая карьера Дзаникки началась в 1999 году, когда Сильвио Берлускони включил её кандидатуру в список партии «Вперёд, Италия» на выборах в Европейский парламент, но тогда она не добилась успеха. В 2004 году на новых европейских выборах (вновь по списку «Вперёд, Италия») она оказалась ближе к победе, но проиграла при повторном пересчёте голосов Ясу Гавронски, и только в 2008 году Дзаникки стала депутатом Европарламента, заменив Марио Мантовани, который досрочно выбыл из Европарламента в связи с избранием в Сенат Италии, и вошла во фракцию Европейской народной партии.
Выбыла из Европарламента по итогам выборов 2014 года, после чего сделала заявление об уходе из политики, поскольку «отдала ей слишком много, ничего не получив взамен». Дзаникки также обвинила свою партию Вперёд, Италия (с 2009 года она представляла распавшуюся партию Берлускони «Народ свободы») в бойкоте с самого начала своей политической карьеры и усомнилась в наличии у этой партии благоприятных перспектив.

## Личная жизнь
19 июля 1967 года Ива Дзаникки вышла замуж за Тонино Ансольди, сына Джанбаттиста Ансольди, владельца студии Ri-fi, на которой были записаны два первых её диска «Zero in amore / Come un tramonto» и «Sei ore / Tu dirai», которые изначально не имели успеха, но теперь крайне высоко ценятся коллекционерами.
От брака с Ансольди у Дзаникки есть дочь Микела (род. 19 декабря 1967) и внуки — Лука (род. 1998) и Вирджиния (род. 2003).
В 1976 году пара развелась.
С 1985 года Дзаникки близка с Фаусто Пинна, который выступает в качестве агента и музыкального продюсера.

## Участие на Фестивале в Сан-Ремо
- I tuoi anni più belli (1965)
- La notte dell’addio (1966)
- Non pensare a me (1967)
- Per vivere (1968)
- Zingara (1969)
- L’arca di Noè (1970)
- Ciao cara come stai? (1974)
- Chi (mi darà) (1984)
- Fossi un tango (2003)
- Ti voglio senza amore (2009)
- Voglio amarti (2022)

## Дискография

### Альбомы
- Iva Zanicchi (1965)
- Fra noi (1967)
- Unchained Melody (1968)
- Iva senza tempo (1970)
- Caro Theodorakis… Iva (1970)
- Caro Aznavour (1971)
- Shalom (1971)
- Fantasia (1972)
- Dall’amore in poi (1972)
- Le giornate dell’amore (1973)
- Io ti propongo (1974)
- ¿Chao Iva còmo estas? (1974)
- Io sarò la tua idea (1975)
- Confessioni (1976)
- The Golden Orpheus '76 (live in Bulgaria) (1976)
- Cara Napoli (1976)
- Con la voglia di te (1978)
- Playboy (1978)
- D’Iva (1980)
- Iva Zanicchi (1981)
- Nostalgias (1981)
- Yo, por amarte (1982)
- Quando arriverà (1984)
- Iva 85 (1984)
- Care colleghe (1987)
- Nefertari (1988)
- Come mi vorrei (1991)
- Fossi un tango (2003)
- Colori d’amore (2009)
- In cerca di te (2013)

### Синглы
- Zero in amore / Come un tramonto (1963)
- Tu dirai / Sei ore (1963)
- Come ti vorrei/La nostra spiaggia (1964)
- Credi/Resta sola come sei (1964)
- Come ti vorrei / Chi potrà amarti (1964)
- I tuoi anni più belli / Un altro giorno verrà (1965)
- Accarezzami amore / Mi cercherai (1965)
- Caro mio / Non tornar mai (1965)
- La notte dell’addio / Caldo è l’amore (1966)
- Fra noi / Gold Snake (1966)
- Ma pecché / Tu saje a verità (1966)
- Monete d’oro / Ci amiamo troppo (1966)
- Non pensare a me / Vita (1967)
- Quel momento / Dove è lui (1967)
- Le montagne (ci amiamo troppo) / Vivere non vivere (1967)
- Dolcemente / Come stai bene e tu? (1967)
- Per vivere / Non accetterò (1968)
- Amore amor / Sleeping (1968)
- La felicità / Anche così (1968)
- La felicità / Ci vuole così poco (1968)
- Senza catene / Diverso dagli altri (1968)
- Zingara / Io sogno (1969)
- Due grosse lacrime bianche / Tienimi con te (1969)
- Un bacio sulla fronte / Accanto a te (1969)
- Che vuoi che sia / Perché mai (1969)
- Vivrò / Estasi d’amore (1969)
- L’arca di Noé / Aria di settembre (1970)
- Un uomo senza tempo / Un attimo (1970)
- Un fiume amaro / Il sogno é fumo (1970)
- Un fiume amaro / Tienimi con te (1970)
- Una storia di mezzanotte / Il bimbo e la gazzella (1970)
- La riva bianca, la riva nera / Tu non sei più innamorato di me (1971)
- Coraggio e paura / Sciogli i cavalli al vento (1971)
- Ma che amore / Il mio bambino (1972)
- Nonostante lei / Non scordarti di me (1972)
- Alla mia gente / Dall’amore in poi (1972)
- La mia sera / Il sole splende ancora (1972)
- Mi ha stregato il viso tuo / A te (1972)
- I mulini della mente / Basterà (1973)
- Le giornate dell’amore / Chi mi manca é lui (1973)
- Fred Bongusto:White Christmas/ Natale dura un giorno (1973)
- L’indifferenza / Sarà domani (1974)
- Ciao cara come stai? / Vendetta (1974)
- Testarda io / Sei tornato a casa tua (1974)
- Testarda io / E la notte é qui (1976)
- Io sarò la tua idea / Jesus (1975)
- Mamma tutto / Dormi, amore dormi (1976)
- I discorsi tuoi / Confessioni (1976)
- Arrivederci padre / Che uomo sei (1977)
- Munasterio 'e Santa Chiara / 'O destino (1977)
- Mal d’amore / Selvaggio (1977)
- Con la voglia di te / Sei contento (1978)
- Per te / Pronto 113 (1979)
- La valigia / Ditemi (1979)
- A parte il fatto / Capirai (1979)
- Ardente / E tu mai (1981)
- Aria di luna / Amico (1983)
- Chi (mi darà) / Comandante (1984)
- Quando arriverà / Sera di vento (1984)
- Da domani senza te / Aria di luna (1985)
- Volo / Uomini e no (1987)
- Ho bisogno di te (2001)
- Ti voglio senza amore (2009)

## Фильмография
- Una ragazza tutta d’oro (1967)
- L’ultimo capodanno (1998)
- Caterina e le sue figlie (2005)
- Caterina e le sue figlie 2 (2007)
- Caterina e le sue figlie 3 (2010)